# Bitva u Vertières
Bitva u Vertières byla hlavním střetem v průběhu haitské revoluce. Bitva skončila konečným vítězstvím haitských povstalců.

## Pozadí
V roce 1802 nechal Napoleon Bonaparte mobilizovat asi 3 000 vojáků, které poslal mořskou flotilou na ostrov Saint-Domingue (dnešní ostrov Hispaniola, zvláště stát Haiti) za účelem obnovení otroctví v této kolonii, které zde bylo zrušeno od roku 1793. Na ostrově brzy poté propukla vzpoura černošského obyvatelstva. Francouzům se brzy podařilo zajmout jejich hlavního vůdce Toussainta Louvertura a deportovat ho do vězení Fort de Joux ve Francii. Zde Toussaint Louverture 7. dubna 1803 zemřel na zápal plic.
Velení po něm převzal Jean-Jacques Dessalines. V průběhu povstání zemřel i nejvyšší francouzský generál Leclerc na žlutou zimnici. Po něm převzal velení generál Rochambeau.

## Průběh bitvy u Vertières
18. listopadu 1803 vydal Jean-Jacques Dessalines rozkaz k útoku na pevnost Vertières nacházející se na kopci poblíž města Cap-François (dnešní Cap-Haïtien). Nejaktivněji se do útoku zapojila 9. haitská brigáda pod velením Françoise Capoise, který vyvázl z bitvy bez vážnějšího zranění, přestože mu během velmi krátké chvíle dvakrát po sobě proletěla čepicí kulka a přímým zásahem dělovou koulí byl zabit jeho kůň, na kterém v tu chvíli zrovna seděl. V průběhu odpoledne obsadil jeden z haitských oddílů pod velením Gabarta Clervauxe pahorek Charrier, čímž se převaha útočníků ještě zvýšila. Ve večerních hodinách byly již dvě třetiny francouzských obránců po smrti anebo po těžkém zranění neschopni boje.

## Po boji
Druhý den ráno poslal generál Rochambeau svého důstojníka Duveyriera do haitského ležení s koněm jako darem pro Françoise Capoise, který měl být výrazem obdivu k „černému Achillovi“ a projevem lítosti Francouzů nad zabitím jeho koně. Duveyrier pak celý den jednal s Dessalinesem o kapitulaci a před setměním byla uzavřena dohoda. Rochambeau dostal 10 dní na evakuaci zbytků francouzské armády z pevnosti Vertières a na opuštění kolonie Saint-Domingue.

## Následky
1. ledna 1804 vyhlásilo Haiti svoji nezávislost a stalo se tak prvním státem vzniklým ze vzpoury černých otroků. Francie tak přišla o svoji tehdy nejvýnosnější kolonii; současně to také byla první a na dlouhou dobu poslední velká Napoleonova porážka.